# Доменіко да П'яченца
Доменіко да П'яченца (італ. ), також відомий як Доменіко з Феррари (італ. Domenico da Piacenza. ) (1390, Пьяченца — при 1470, Феррара) — майстер танцю і композитор епохи Відродження прі дворі князів Есте у Феррарі. Вважається першим відомим майстром танцю, в працях свого учня Антоніо Корнаццано названий «королем мистецтв». Належав до лицарського ордену Золотої Шпори, або «Золотого воїнства» (лат. Ordo Militia Aurata. ).

## Біографія
Народився не пізніше 1400 року у місті П'яченце у північній Італії.
Переїхав з П'яченцы у Феррару у період правління маркіза Ліонелло д’Есте (1441—1450).
Учитель двох інших відомих майстрів танцю епохи Відродження — Гульєльмо Ебрео да Пезаро і Антоніо Корнаццано.
У квітні 1455 року Доменико підготовив танки для святкування весілля Тристано Сфорца #і Беатриче д'Эсте ( незаконорожденной дочці маркиза де Феррара Никколо III). #Їхній бракосочетание состоялось либо у Милане, либо у Ферраре. 
Восени 1455 року Доменіко ставив танці для святкування заручин Іполіти Сфорца і Альфонсо Арагонського. Перемови щодо заручин проходили у Мілані. Там ж відбулось і саме святкування. Альфонсо Арагонський був онуком короля Альфонсо Неаполітанського, сином дона Фердінандо та Ізабели — на той період герцога і герцогини Калабрії, пізніше проголошених королем і королевою Неаполітанськими.
Не пізніше 1463 року став кавалером ордену Золотої Шпори, як вважається, під час коронації імператора Священної Римської імперії Фрідріха III.

## Вклад у розвиток мистецтва
Привніс багато нововведнь у придворний танок, в особливості у бас-данс. Творець нових танцювальних форм, таких як балло і баллетто. Вважається, що  сферою його викладатської діяльності була мімічна драматургія і ускладнений танок. Ускладнення хореографии танків — це цілеспрямована діяльність Доменіко, спрямована на те, щоб підняти танок до рівня мистецтва, котрий вимагав особливих мистецьких навичок. Він на практиці формулює принцип, згідно якому навчання танку, його створення і виконання вимагають професійної підготовки.

## Письмові твори

### Основна праця
Трактат Доменіко з П'яченци «Про мистецтво стрибати і плясати» (De arte saltandi et choreas ducendi), виданий між 1450 і 1460 роками, вважається першим відомим посібником по танцю у Європі. В наш час найстарше видання зберігається у фондах Національної бібліотеки Франції.

#### Хореографічна частина
У своїй праці Доменіко описав 23 танця, серед яких як найважливіші (в якості міри — італ. misure — для баллетто) вказав чотири:
- Бас-данс (розмір 6/4 або 3/2)
- Кватернарія (salterello tedesco, «німецька сальтарелла», на 1/6 швидше бас-дансу)
- Сальтарелло (на 2/6 швидше бас-дансу)
- Піва (у два разу швидше бас-дансу)

Завдяки цьому трактату він вважається предтечією усіх теоретиков танцю і першим хореографом. Частина його спадщини дійшла до наших днів завдяки переказу в працях його учнів, у частности Гульєльмо Ебрео (1463).

#### Музична частина
У книзі Доменіко з П'яченци міститься також ряд музичних творів. Не встановлено, чи склав він їх особисто, але вони дійшли до наших днів і виповнюються колективами шанувальників старовинної музики завдяки його трактату. Найбільш відомі:
- Lioncello – написано на честь маркіза Ліонелло д’Есте;
- Rostiboli Gioioso – версія популярного у Європі парного танка балло;
- Petit riense – музичний твір під французький танок, написаний Доменико (танок балло по троє);
- також: Jelosia, Mercantia, Sobria, Pizochara, La fia Guglielmina, Anello, Marchesana, Verçeppe тощо.

### Інші твори
- Liber ballorum (1460) – містить згадку про його учня Джованні Амброзіо (Гульєльмо Ебрео).

## Див.також
- Танці епохи Відродження